# Cessationisme
Cessationisme is de visie dat er een einde gekomen is aan de "wonderbaarlijke gaven" van genezing en tongentaal (ook wel klanktaal of talen van de Geest genoemd) en dat het einde van het apostolische tijdperk (de tijd waarbinnen de apostels van Christus het evangelie verspreidden) ook een einde heeft gemaakt aan de wonderen die met die periode geassocieerd worden.

## Geschiedenis
De kerkvaders uit de eerste eeuwen van het christendom hebben uiteenlopende visies over de "wonderbaarlijke gaven" nagelaten.
- Irenaeus (†202), leerling van Polycarpus, zelf een discipel van de apostel Johannes, schreef in zijn Tegen de Dwaalleren: "Zo haren we ook over menig broeder in de Kerk die profetische gaven bezit, en met de hulp van de Geest allerhande talen beheerst, en tot nut van het algemeen de geheime zaken en mysteries van God aan het licht brengen. De waarachtige discipels, die genade van Hem krijgen, doen in zijn Naam mirakels, voor het goed van de mensheid, in overeenstemming met de gave die elkeen van hen heeft ontvangen. Sommigen onder hen kunnen duivels uitdrijven, met als gevolg dat onder diegenen die aldus gezuiverd werden, velen in Christus geloven en toetreden tot de Kerk. Anderen hebben voorkennis van toekomstige gebeurtenissen, hebben visioenen en spreken profetische woorden. Nog anderen genezen zieken door hun handoplegging. En ja, zoals ik al zegde, doden zijn weer tot leven gewekt en hebben nog vele jaren geleefd."
- Origines (253/4) heeft nooit het spreken in tongen vermeld maar heeft integendeel voorgehouden dat de tekenen tijdelijk waren geweest en geen enkele christen in zijn tijd nog over dergelijke gaven beschikte. Hij voegde eraan toe dat hij wel ooggetuige was geweest van duiveluitdrijvingen, van genezingen of van profetieën, maar dat hij daar niet in detail wilde op ingaan, om de spot van de ongelovige te vermijden.
- Chrysostomos (†407) schreef in verband met de gave van de meertaligheid vermeld in Korintiërs 1: "Deze passus blijft een duister punt, omdat we onwetend blijven over de feiten waar het over gaat en over de beëindiging ervan. Ze vonden destijds plaats maar nu niet meer. En waarom niet meer? Dit brengt ons tot een andere vraag: Waarom kwamen ze vroeger voor en thans niet meer?"
- Augustinus (†430) – In een homilie gewijd aan het Eerste epistel van Johannes, in een commentaar op het spreken in tongen zegde Augustinus dat dit een wonder was dat passend was in de vroegste Kerk, maar nadien niet meer zo evident was. In Boek XXII, hoofdstukken 8 en 9 van zijn boek Civitas Dei, dat hij schreef omstreeks 415, noteerde Augustinus dat mirakels in zijn tijd niet meer zo spectaculair waren als in de begintijd van het christendom, maar dat ze toch nog steeds plaatsvonden.

Na hen, in opeenvolgende generaties, werden redenen aangehaald waarom de gaven van de Heilige Geest hadden opgehouden:
- het oorspronkelijke doel was bereikt;
- het getuigenis dat ze verondersteld werden te geven, was volbracht, namelijk dat de Joodse leer voortaan openstond voor alle volkeren;
- de Heilige Schrift was voltooid en beantwoordde voldoende aan de noden van de christelijke gelovige;
- de gaven werden verwaarloosd en deemsterden weg;
- de gaven verdwenen na de dood van de apostelen;
- de gaven werden ontnomen als straf voor ongeloof en ongehoorzaamheid;
- er waren verkeerde interpretaties en overdrijvingen, terwijl de feiten gewoon als natuurlijke en psychologische fenomenen konden worden verklaard;
- het ging om tekens die de waarheid en het gezag onderstreepten van de vroege apostolische predicaties, maar dat voortaan het Nieuw Testament getuigenis aflegde.

## Nuances
Het cessationisme heeft aanleiding gegeven tot verschillende, zo niet uiteenlopende of tegenstrijdige interpretaties. Zijn te onderscheiden:
- De concentrische cessationisten, die voorhouden dat de gave van het wonderen verrichten heeft opgehouden in de officiële Kerk en in de christelijke landen, om nog tevoorschijn te komen als hulp voor het verspreiden van het Evangelie, in nog niet-bekeerde landen.
- De klassieke cessationisten, die van oordeel zijn dat de tekens, zoals het profeteren, het genezen of het spreken in tongen beëindigd werden met de dood van de apostelen van Jezus en de voltooiing van de Heilige Schrift. Ze dienden tijdelijk om het verspreiden van het Evangelie te ondersteunen. Ze geloven nochtans dat God nog vandaag mirakels toelaat, zoals genezingen of goddelijke boodschappen.
- De volledige cessationisten denken dat er vandaag geen mensen meer zijn met de gave om wonderen te verrichten en er ook geen door God veroorzaakte mirakelen meer gebeuren.
- De reguliere cessationisten geloven dat niet alleen de mirakels verleden tijd zijn, die enkel voorkwamen in de eerste eeuw van de Kerk als middel om ze te vestigen, maar dat ook de vijf mysteries, zoals ze in Efesiërs 4 worden vermeld, alleen maar een tijdelijk instituut weergaven. Er zijn geen apostels en profeten meer, maar er zijn ook geen priesters, leraars en evangelisten meer.